# Giovan Battista Martini
Giovan Battista Martini, detto Giobatta (Arma di Taggia, 9 novembre 1922 – Milano, 1º agosto 1986), è stato un calciatore italiano, di ruolo centrocampista.

## Carriera
Ha militato per 7 stagioni in Serie A con Pro Patria (6 campionati) e Genoa (annata Serie A 1953-1954), collezionando complessivamente 146 presenze e 6 reti in massima serie. Ha inoltre totalizzato 44 presenze e 5 reti in Serie B nelle file di Sanremese e Legnano.
Venne squalificato a vita il 31 luglio 1955 a seguito della sentenza sul caso dell'incontro tra Pro Patria ed Udinese del 31 maggio 1953. Tornato a vivere ad Arma di Taggia (cittadina natale), per molti anni fu istruttore di giovani nella società Argentina Arma.